# Jeremy Jordan (acteur, 1984)
Pour les articles homonymes, voir Jordan et Jeremy Jordan (homonymie).
Jeremy Michael Jordan né le 20 novembre 1984 est un acteur et chanteur américain. Il est surtout connu pour avoir tenu le rôle de Winslow "Winn" Schott Jr. dans la série Supergirl et celui de Jack Kelly dans la comédie musicale Newsies.

## Biographie
Il est né à Corpus Christi au Texas. Quand ses parents ont divorcé alors qu'il était enfant, Jeremy a emménagé avec sa sœur Jessa et son frère Joey dans une HLM. Il a été élevé par sa mère Debbie. Son père a des origines anglaises, écossaises, galloises et allemandes. Sa mère est de confession juive (ses parents et grands-parents ont émigré de Russie, Pologne, Lituanie et Lettonie). Étudiant exemplaire, Jeremy a été diplômé du Lycée Mary Carroll High School. Chanteur à la chorale, il a été ensuite au Ithaca College à New York. Il a obtenu son baccalauréat en beaux-arts dans la section musique.

### Vie privée
Jeremy a épousé Ashley Spencer, actrice et chanteuse de Broadway en septembre 2012. Il est père d'une petite fille, Clara Eloise Jordan, née le 21 avril 2019.

## Carrière
Sa carrière débute en 2007 par un petit rôle dans un court-métrage Common Change. Il continue sur sa lancée en allant à Broadway. Alternant des rôles à la télévision mais aussi sur scène. Il fait aussi du doublage pour les séries animées.

## Filmographie

### Cinéma
- 2012 : Joyful Noise de Todd Graff : Randy Garrity
- 2014 : The Last 5 Years de Richard LaGravenese : Jamie Wellerstein
- 2017 : Disney's Newsies the Broadway Musical de Jeff Calhoun et Brett Sullivan : Jack Kelly (captation live du spectacle musical)
- 2019 : American Son de Kenny Leon (en) : Paul Larkin
- 2023 : Spinning Gold (en) de Timothy Scott Bogart : Neil Bogart

### Télévision

#### Séries télévisées
- 2008 / 2015 : New York, unité spéciale (Law and Order: Special Victims Unit) (épisodes 9x11 / 16x11) : Doug Walshen / Skye Adderson
- 2011 : Subissions Only (saison 2, épisode 4) : Levi Murney
- 2013 : It Could Be Worse (saison 1, épisodes 11 & 12) : Luke
- 2013 : Smash : Jimmy Collins
- 2013 : Elementary (saison 2, épisode 2) : Joey Castoro
- 2015 : Beth and Charly (saison 1, épisode 5) : Will
- 2015-2021 : Supergirl : Winslow "Winn" Schott, Jr.
- 2017-2020 : Raiponce, la série (20 épisodes) : Varian
- 2017 : Flash (épisodes 3x17 & 4x08) : Grady / Général Winslow Schott, Jr.
- 2020 : A Killer Party: A Murder Mystery Musical (saison 1, épisode 7) : Jeremy Jordan
- depuis 2024: Hazbin Hotel: Lucifer Morningstar

#### Téléfilms
- 2020 : Un ange gardien pour Noël (Holly & Ivy) d'Erica Dunton : Adam
- 2021 : L'amour au menu ! (Mix Up in the Mediterranean) de Jonathan Wright : Josh / Julian

## Théâtre
| Année | Spectacle             | Rôle             | Notes                                                        |
| ----- | --------------------- | ---------------- | ------------------------------------------------------------ |
| 2009  | Rock of Ages          |                  | Brooks Atkinson Theatre 17 mars 2009 - 13 décembre 2009      |
| 2009  | West Side Story       | Tony             | Palace Theatre 16 décembre 2009 - 10 octobre 2010            |
| 2010  | Heathers: The Musical | Jason Dean (J.D) | Joe's Pub                                                    |
| 2011  | Newsies               | Jack Kelly       | Paper Mill Playhouse 25 septembre 2011 - 16 octobre 2011     |
| 2011  | Bonnie & Clyde        | Clyde Barrow     | Gerald Schoenfeld Theatre 4 novembre 2011 – 30 décembre 2011 |
| 2012  | Newsies               | Jack Kelly       | Nederlander Theatre 15 mars 2012 - 4 septembre 2012          |
| 2014  | Finding Neverland     | J.M Barrie       | A.R.T Theatre 23 juillet 2014 - 28 septembre 2014            |
| 2018  | American Son          | Paul Larkin      | Booth Theatre 4 novembre 2018 – 27 janvier 2019              |
| 2019  | Waitress              | Dr Jim Pomatter  | Brooks Atkinson Theatre 8 avril 2019 – 2 juin 2019           |

## Récompenses et nominations
| Année | Prix                       | Catégorie                                      | Nomination     | Résultat   |
| ----- | -------------------------- | ---------------------------------------------- | -------------- | ---------- |
| 2012  | Drama League Award         | Distinguished Performance                      | Bonnie & Clyde | Nomination |
| 2012  | Theatre World Awards       | Outstanding Debut                              | Bonnie & Clyde | Lauréat    |
| 2012  | Tony Awards                | Meilleur acteur dans une comédie musicale      | Newsies        | Nomination |
| 2012  | Drama Desk Award           | Outstanding Actor in a Musical                 | Newsies        | Nomination |
| 2012  | Drama League Award         | Distinguished Performance                      | Newsies        | Nomination |
| 2012  | Outer Critics Circle Award | Outstanding Actor in a Musical                 | Newsies        | Nomination |
| 2013  | Grammy Award               | Best Musical Theatre Album (principal soloist) | Newsies        | Nomination |